# МТМ (телеканал, Северная Македония)
Телеканал МТМ — северомакедонский телеканал города Скопье.

## Вещание телеканала
Телеканал МТМ серьёзно и профессионально затрагивает темы жизни Скопье, ежедневно делая акцент на информационных, образовательных и развлекательных передач. В течение нескольких лет медленно, но уверенно без сильных перепадов телеканал становился основным телеканалом Скопье, воспитывая жителей города в цивилизованной среде без ущерба для повседневной жизни. МТМ ежедневно занимается показом научно-популярных программ, авторских передач о городе, музыкальных телепередач, документальных телесериалов о животных, сериалов и других передач.
Тележурналисты делают ставку на профессиональную приверженность своих зрителей и уважение, объективное содержание программ и многочисленные премьеры, обращая внимания на телевещание современных городов, трансляцию в регионе и созданию своих лицензионных версий международных и зарубежных передач.